# Bạo loạn Delhi 2020
Bạo loạn Delhi 2020 hay Bạo loạn Đông Bắc Delhi là một loạt các cuộc bạo loạn, phá hoại tài sản và đổ máu xảy ra do tôn giáo ở Đông Bắc Delhi, Ấn Độ, từ ngày 23 tháng 2 năm 2020 đến ngày 1 tháng 3 năm 2020, khiến 53 người tử vong (trong đó đa số là người Hồi giáo) và hơn 200 người bị thương.

## Bối cảnh
Biểu tình bắt đầu ở Ấn Độ để phản đối Đạo luật Công dân sửa đổi được thông qua ở cả hai viện của Quốc hội. Những người biểu tình không chỉ kích động chống lại các vấn đề về quyền công dân của đạo luật mà còn chống lại Sổ Đăng ký Công dân Quốc gia và Sổ Đăng ký Dân số Quốc gia. Đêm 22 – 23 tháng 2 năm 2020, khoảng 500 đến 1000 phụ nữ tập hợp để biểu tình trên một con đường từ Seelampur đến Jaffrabad ở Đông Bắc Delhi. Cuộc biểu tình đã chặn lối ra vào của ga đường sắt ngầm Seelampur. Theo những người tham gia, cuộc biểu tình thể hiện tinh thần đoàn kết với Bharat Bandh được kêu gọi bởi Bhim Army và được lên kế hoạch bắt đầu vào ngày 23 tháng 2. Lực lượng cảnh sát và bán quân sự đã được triển khai tại địa điểm biểu tình.

## Khuyến khích
Ngày 23 tháng 2 năm 2020, Kapil Mishra, một lãnh đạo Đảng Bharatiya Janata địa phương và cựu thành viên Hội đồng Lập pháp, nói trước công chúng trong một cuộc tập hợp chống lại những người biểu tình phản đối đạo luật, với sự chứng kiến của cảnh sát Ved Prakash Surya. Kapil đã thị oai cảnh sát phải di dời những người biểu tình từ các khu vực Jaffrabad và Chand Bagh trong vòng ba ngày và bị cáo buộc là đã đe dọa sẽ tự giải quyết vấn đề và không "giữ bình tĩnh" trong trường hợp ho thất bại. Sau cuộc tập hợp, chính ông đã đăng lên Twitter một video với nội dung mình đe dọa cảnh sát. Chỉ sau cuộc tập hợp một vài giờ, một cuộc đụng độ đã xảy ra giữa những người ủng hộ và phản đối đạo luật.
—cha của Rahul Solanki, một nạn nhân trẻ chết sau khi bị tấn công trong các cuộc bạo loạn.
Đại biểu Quốc hội Đông Delhi của Đảng Bharatiya Janata Gautam Gambhir nói rằng "phát biểu của Kapil Mishra là không thể chấp nhận được" và yêu cầu có những hành động nghiêm khắc trên những người chịu trách nhiệm cho bạo lực bất kể họ thuộc đảng phái nào.
Ba đơn khiếu nại (hai đơn nộp lên cảnh sát cho một báo cáo và một đơn kiện đến Tòa án Tối cao Ấn Độ) đã được nộp để cáo buộc Kapil Mishra khuyến khích bạo lực. Đảng viên Đảng Aam Aadmi Reshma Nadeem đã nộp đơn đầu tiên, đơn thứ hai do Haseeb ul Hasan nộp. Những đơn này cáo buộc Kapil có những lời khiêu khích công cộng, khuyến khích và gây ra bạo lực. Tính đến ngày 25 tháng 2, cảnh sát chưa có động thái gì đối với Kapil.